# Piotr Kieblesz
Piotr Kieblerz (Kieblesz) (ur. 16 czerwca 1895 w Wolance, zm. 18 lipca 1920 pod Wołoczyskami) – starszy sierżant Wojska Polskiego, działacz niepodległościowy, kawaler Orderu Virtuti Militari.

## Życiorys
Urodził się 16 czerwca 1895 w Wolance, części wsi Tustanowice, w ówczesnym powiecie drohobyckim Królestwa Galicji i Lodomerii, w rodzinie Konstantego i Melanii z Pałenyczów. Ukończył siedem klas szkoły powszechnej w Borysławiu, a następnie rozpoczął praktykę ślusarską. Jeszcze w szkole wstąpił do Związku Strzeleckiego.
Od sierpnia 1914 służył w 1 pułku piechoty Legionów Polskich. W sierpniu 1915 przeniesiony do 6 pułku piechoty. 3 września 1917, po kryzysie przysięgowym, internowany w Przemyślu, a następnie wcielony do armii austriackiej walczył na froncie włoskim. Zdezerterował i rozpoczął działalność w Polskiej Organizacji Wojskowej na terenie rodzinnego Borysławia.
W listopadzie 1919 wstąpił do odrodzonego Wojska Polskiego i otrzymał przydział do 53 pułku piechoty Strzelców Kresowych. W jego szeregach walczył na frontach wojny polsko-bolszewickiej. W stopniu starszego sierżanta, w bitwie pod Żytomierzem, na czele plutonu bronił wysuniętej placówki przed przeważającymi siłami nieprzyjaciela. Za bohaterstwo w walce odznaczony został Krzyżem Srebrnym Orderu Virtuti Militari. Poległ 18 lipca 1920 w walce na bagnety pod Wołoczyskami. Pochowany został na polu bitwy.

## Ordery i odznaczenia
- Krzyż Srebrny Orderu Wojskowego Virtuti Militari nr 6385 – pośmiertnie, 17 maja 1922[10][1][2][11]
- Krzyż Niepodległości – pośmiertnie, 6 czerwca 1931 „za pracę w dziele odzyskania niepodległości”[12][13][14]
- Krzyż Walecznych czterokrotnie[6]
- Odznaka „Za wierną służbę” nr 2723[15]
- Odznaka Pamiątkowa Więźniów Ideowych[4]
- Medal Zasługi Wojennej II klasy na wstążce Krzyża Żelaznego (niem. Krieger-Verdienstmedaille) – grudzień 1915[16][17]
- Brązowy Medal Waleczności – 15 czerwca 1916[17]